# Obrigheim (Pfalz)
Obrigheim (Pfalz) ist eine Ortsgemeinde im rheinland-pfälzischen Landkreis Bad Dürkheim und liegt im Nordwesten der europäischen Metropolregion Rhein-Neckar. Sie gehört der Verbandsgemeinde Leiningerland an.

## Geographie
Obrigheim liegt im äußersten Nordosten des Landkreises Bad Dürkheim unmittelbar an der Grenze der Pfalz zu Rheinhessen. Der Hauptort und seine kleineren Ortsteile sind von Südwest nach Nordost am mittleren Eisbach aufgereiht, wo die Hügellandschaft allmählich in die Rheinebene übergeht. Auf etwa 5 km folgen nacheinander Albsheim rechts und Mühlheim links des Wasserlaufs, dann Heidesheim und Colgenstein rechts und schließlich der Hauptort Obrigheim sowie die Südzucker-Fabrik Neuoffstein links. Neben den genannten Ortsteilen gehören auch die Wohnplätze Krausmühle und Schloßmühle zur Gemeinde.
Nachbarorte sind im Uhrzeigersinn und beginnend im Norden Bockenheim, Offstein, Obersülzen und die Stadt Grünstadt.

## Geschichte
Die ältesten erhaltenen Zeugnisse zum Hauptort stammen von etwa 1250. Obrigheim befand sich damals wohl im Besitz der Leininger Grafen. Das Suffix -heim weist auf fränkischen Ursprung hin. Ein Ortsadeliger namens Ulricus de Obernkeim wurde 1352 in einer Verordnung des Rates der Reichsstadt Speyer erwähnt; er könnte aus Obrigheim gestammt haben.
Das Kloster Weißenburg belehnte 1390 den Grafen Friedrich VII. von Leiningen-Dagsburg mit Gütern in Obrigheim, siehe auch Leiningen-Heidesheim. Das Kloster Otterberg war im Ort begütert.
Von 1467 bis 1505 befand sich der Ort im Besitz der Kurpfalz. 1557 wurde er Oberkum uff der wissen genannt, dies deckt sich fast mit der heutigen mundartlichen Bezeichnung Owwerkumm. Auf einer Karte von 1735 hieß das Dorf Oberheim, 1739 tauchte erstmals der heute gebräuchliche Ortsname auf.
Die heutigen Ortsteile wurden meist noch früher erwähnt: Mühlheim im Jahre 761, Albsheim 788, Colgenstein um 1000, Heidesheim 1277. Oberhalb von Mühlheim, wo der Eisbach noch ein starkes Gefälle aufweist und sich tief ins Gelände eingeschnitten hat, gab es früher mindestens zwei Mühlen. Eine weitere, die als Sägemühle arbeitete, lag im flacheren Gelände auf dem Gebiet des heutigen Neuoffstein. Das Schloss des gräflichen Hauses Leiningen-Heidesheim wurde 1794 durch Truppen der Französischen Revolution niedergebrannt.
Am 7. Juni 1969 wurde aus den bis dahin eigenständigen Gemeinden Albsheim an der Eis (damals 489 Einwohner), Colgenstein-Heidesheim (724), Mühlheim an der Eis (283) und Obrigheim (1068) die heutige Gemeinde Obrigheim (Pfalz) neu gebildet. Zugleich wechselte die Kreiszugehörigkeit, da der bisherige Landkreis Frankenthal (Pfalz) aufgelöst wurde. 1972 wurde die Gemeinde der damals neu gebildeten Verbandsgemeinde Grünstadt-Land zugeordnet, welche 2018 in der Verbandsgemeinde Leiningerland aufging.
Die evangelischen Einwohner der Gemeinde gehören zur Protestantischen Landeskirche Pfalz, die römisch-katholischen zum Bistum Speyer.

### Konfessionsstatistik
Ende des Jahres 2014 waren 51,9 % der Einwohner evangelisch und 17,5 % römisch-katholisch. Die übrigen 31,6 % gehörten einer anderen Glaubensgemeinschaft an oder waren konfessionslos. Der Anteil der Protestanten und der Katholiken an der Gesamtbevölkerung ist seitdem gesunken. Derzeit (Stand 30. April 2025) liegt der Anteil der evangelischen Bürger bei 35,0 %, der katholischen bei 15,6 % und der sonstigen bei 49,4 %.

## Politik

### Gemeinderat
Der Gemeinderat in Obrigheim besteht aus 20 Ratsmitgliedern, die bei der Kommunalwahl am 9. Juni 2024 in einer personalisierten Verhältniswahl gewählt wurden, und dem ehrenamtlichen Ortsbürgermeister als Vorsitzendem.
Die Sitzverteilung im Gemeinderat:
| Wahl | SPD | CDU | FWG | Gesamt   |
| ---- | --- | --- | --- | -------- |
| 2024 | 6   | 3   | 11  | 20 Sitze |
| 2019 | 8   | 2   | 10  | 20 Sitze |
| 2014 | 10  | 2   | 8   | 20 Sitze |
| 2009 | 9   | 2   | 9   | 20 Sitze |
| 2004 | 7   | 2   | 11  | 20 Sitze |

- FWG = Freie Wählergruppe aller Ortsteile Obrigheim (Pfalz) e. V.

### Partnergemeinde
Seit 1988 pflegt der Ort eine Partnerschaft mit der französischen Gemeinde Crèvecœur-le-Grand.

### Wappen
| Wappen von Obrigheim | Blasonierung: „Von Blau und Gold geteilt, oben ein rotbewehrter silberner Adler, einen waagrecht gelegten goldenen Schlüssel in den Fängen haltend, unten eine widersehende, springende, am Hals von einem roten Pfeil durchbohrte rote Hirschkuh.“                          |
| Wappen von Obrigheim | Wappenbegründung: Die Hirschkuh entstammt dem alten Wappen von Obrigheim und der Leininger Adler den Wappen von Albsheim, Colgenstein-Heidesheim und Mühlheim. Der Schlüssel symbolisiert das Kloster Weißenburg. Es wurde 1970 von der Bezirksregierung Neustadt genehmigt. |

## Sehenswürdigkeiten
Von den fünf Kirchen Obrigheims besitzen die vier heute evangelischen bauhistorische Bedeutung.
Albsheim an der Eis – Die Protestantische Kirche Albsheim (ehemals St. Stephan) ist eine der bedeutsamsten romanischen Kirchenbauten in der Pfalz. Bei vielen Dorfkirchen, die im Mittelalter zur Diözese Worms gehörten, bildete sich noch im 11. Jahrhundert eine Turmgestalt heraus, deren Außengliederung nicht nur Wände, sondern Stockwerksgesimse, Bogenfriese, Lisenen und Blendarkaden beleben. Mit dem Chorturm der Peterskirche in Kirchheimbolanden aus dem 12. Jahrhundert und dem abgerissenen Turm von Eisenberg gehört auch der 50 m hohe Albsheimer Turm (nach 1150) zu dem Typus, bei dem Gesimse mit Bogenfriesen von Eck- und Mittellisenen ausgehen und den Turm auf allen Seiten in gleichmäßige Felder unterteilen. Trotz der Trennung durch die Gesimse setzt sich die Mittellisene in den anderen Geschossen fort. Der Chor erhielt 1520 ein Gewölbe, das große Ostfenster wurde 1749 eingefügt. Hier befindet sich die älteste noch gespielte Orgel der Pfalz; geschaffen wurde sie 1730 von Johann Valentin Senn aus Seebach, das heute ein Ortsteil von Bad Dürkheim ist.
Colgenstein – Die erste Colgensteiner Kirche wurde bereits im „Codex Edelini“ für das Jahr 985 erwähnt. Im sogenannten Salischen Kirchenraub fiel damals diese Basilika mit zugehörigem Hofgut an Herzog Otto I. Von dem romanischen Nachfolgebau ist noch der Turm aus dem 12. Jahrhundert erhalten; die in seinen vier Geschossen übereinander gruppierten Fensterpaare erinnern an diejenigen des Speyerer Doms, und wahrscheinlich läutet hier die älteste Glocke der Pfalz. Ein spätgotischer Taufstein stammt aus dem Jahre 1509.
Mühlheim – Die Mühlheimer Kirche errichtete Graf Jofried von Leiningen-Hardenburg in den 1330er Jahren. Anfang des 17. Jahrhunderts ließ das Haus Leiningen-Heidesheim sie zur Schlosskirche umbauen, wobei im Chor die Grablege der gräflichen Familie entstand. Die 1738 von Johann Michael Stumm gebaute Orgel ist die besterhaltene Stumm-Orgel in der Pfalz.
Obrigheim – Die Kirche von Obrigheim war ursprünglich als Kapelle St. Ägidius eine Filiale der Pfarrei von Colgenstein. Von der alten Kapelle steht noch der Turm aus der Zeit um 1500. Das Gotteshaus wurde 1865 neu errichtet, 1910 wurde auf den Turm eine zusätzliche Etage aufgesetzt.

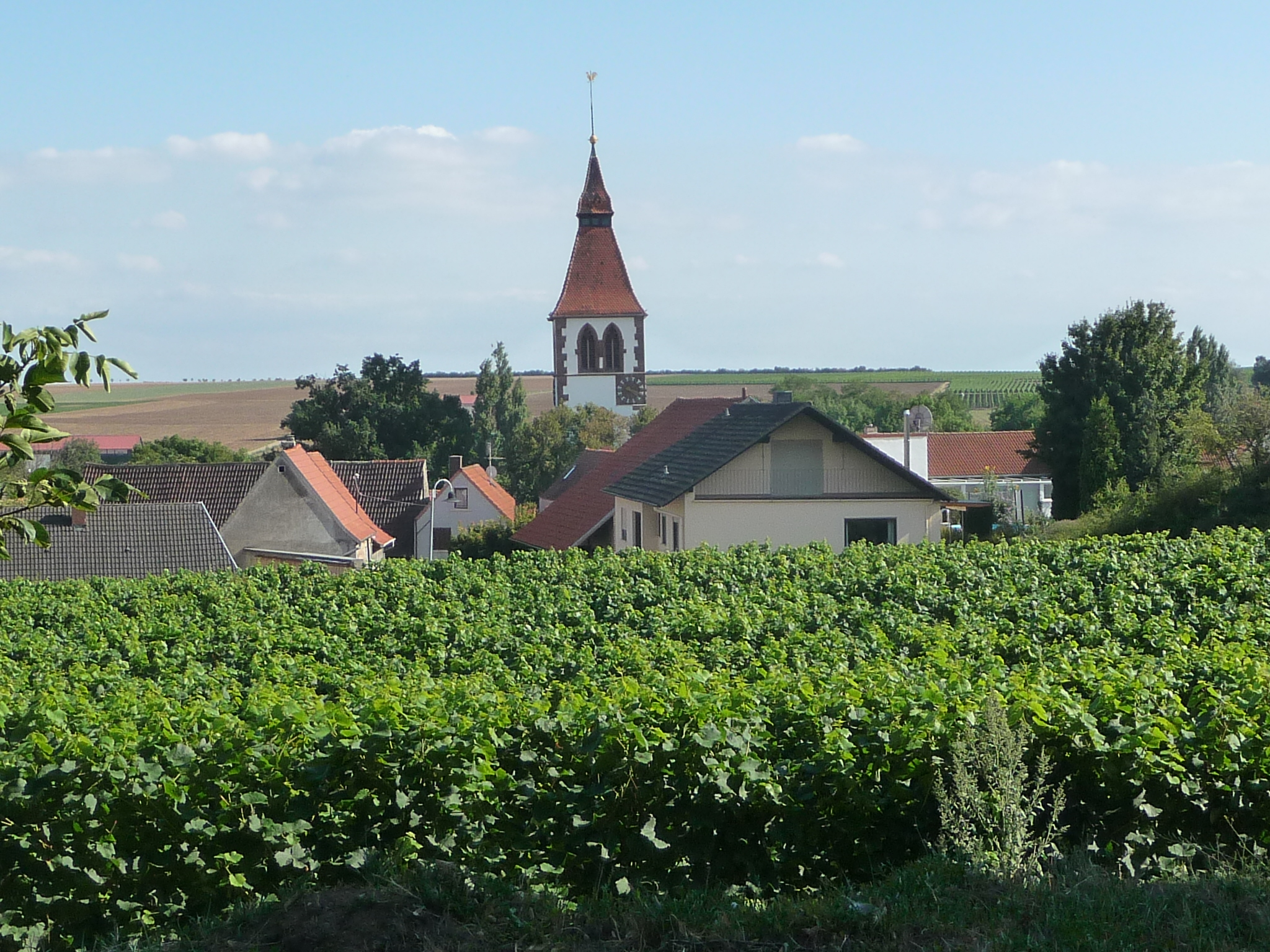
Ortsbild
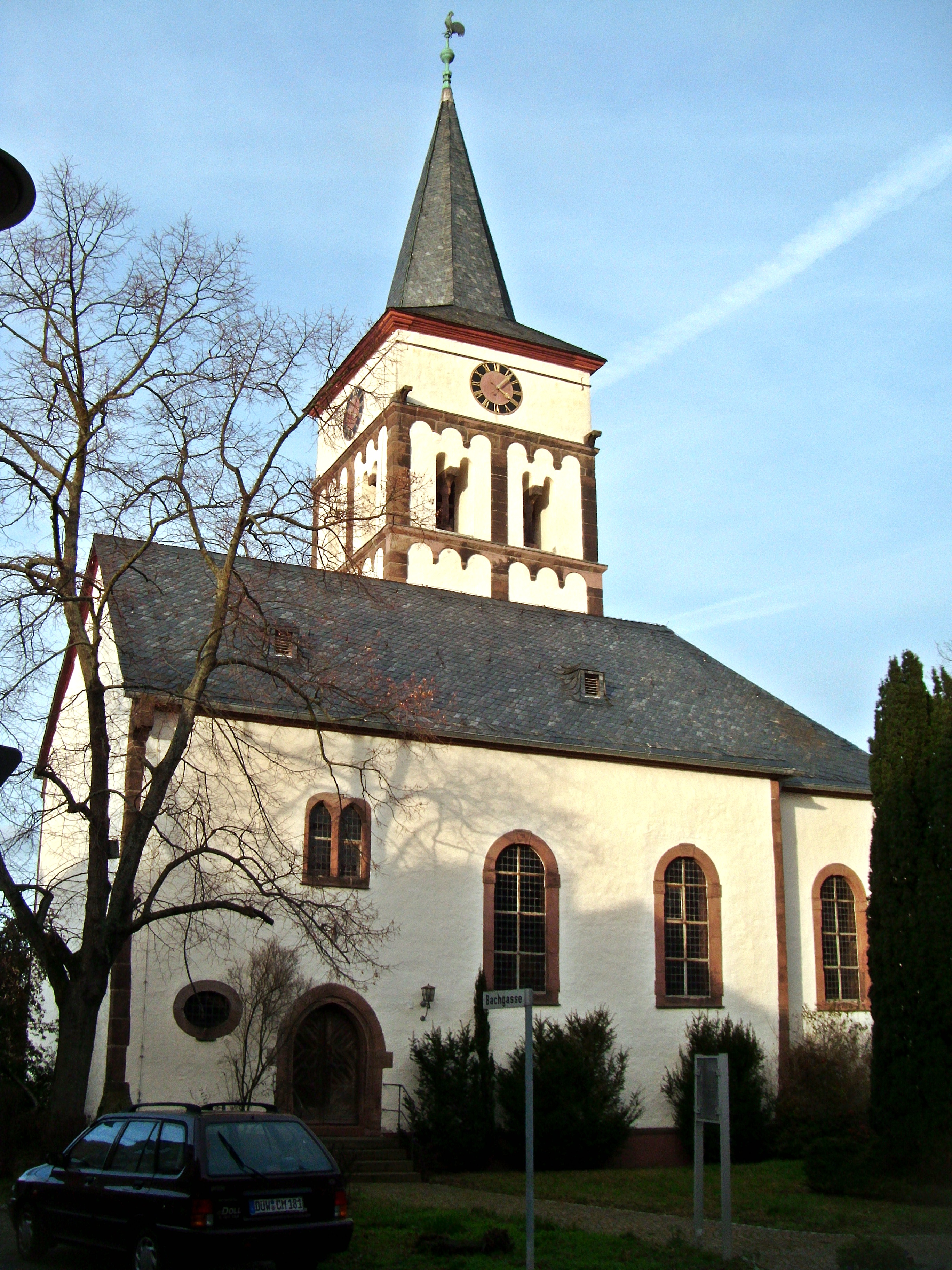
Protestantische Kirche Albsheim an der Eis
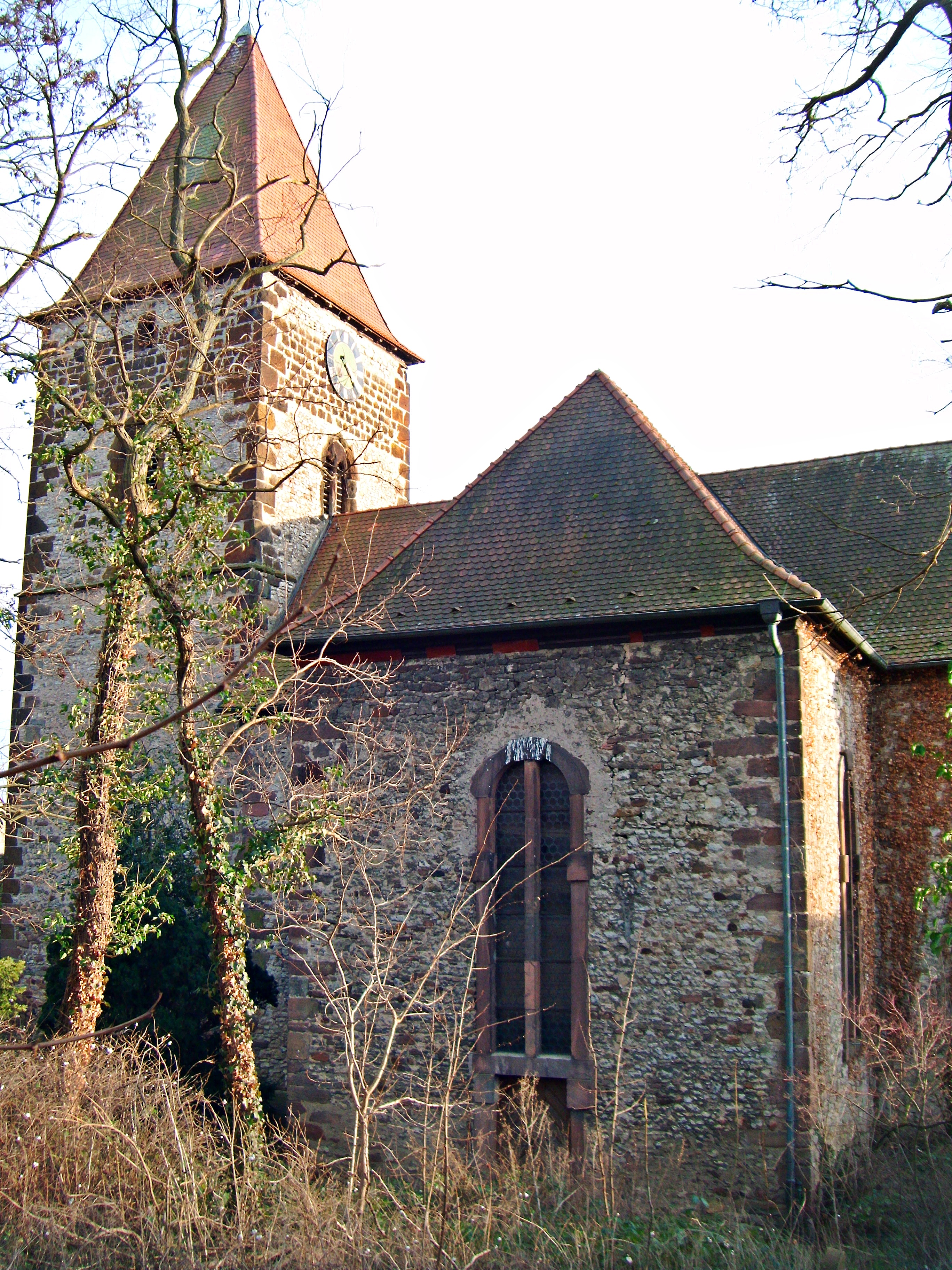
Protestantische Kirche Mühlheim
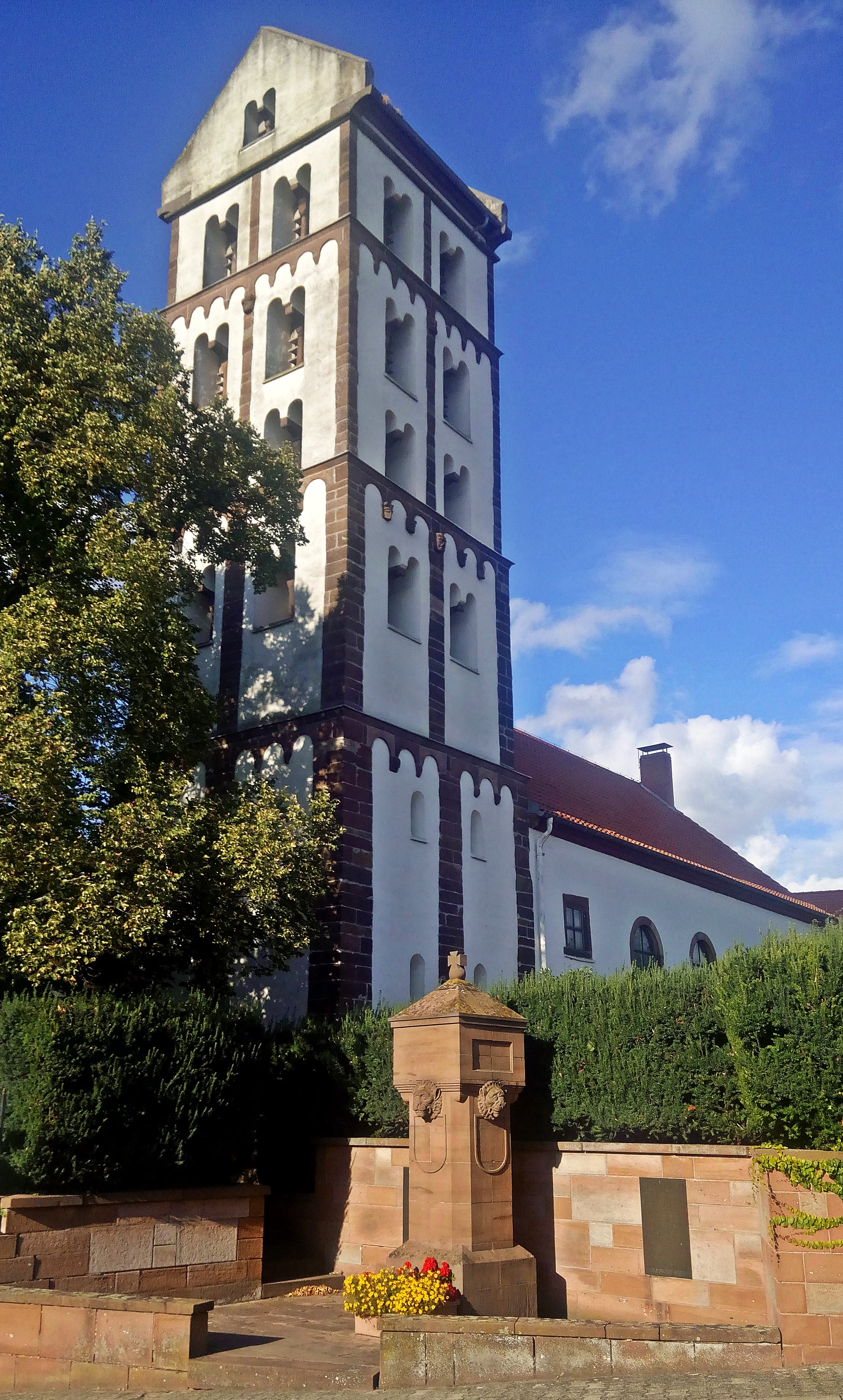
Prot. Kirche Colgenstein
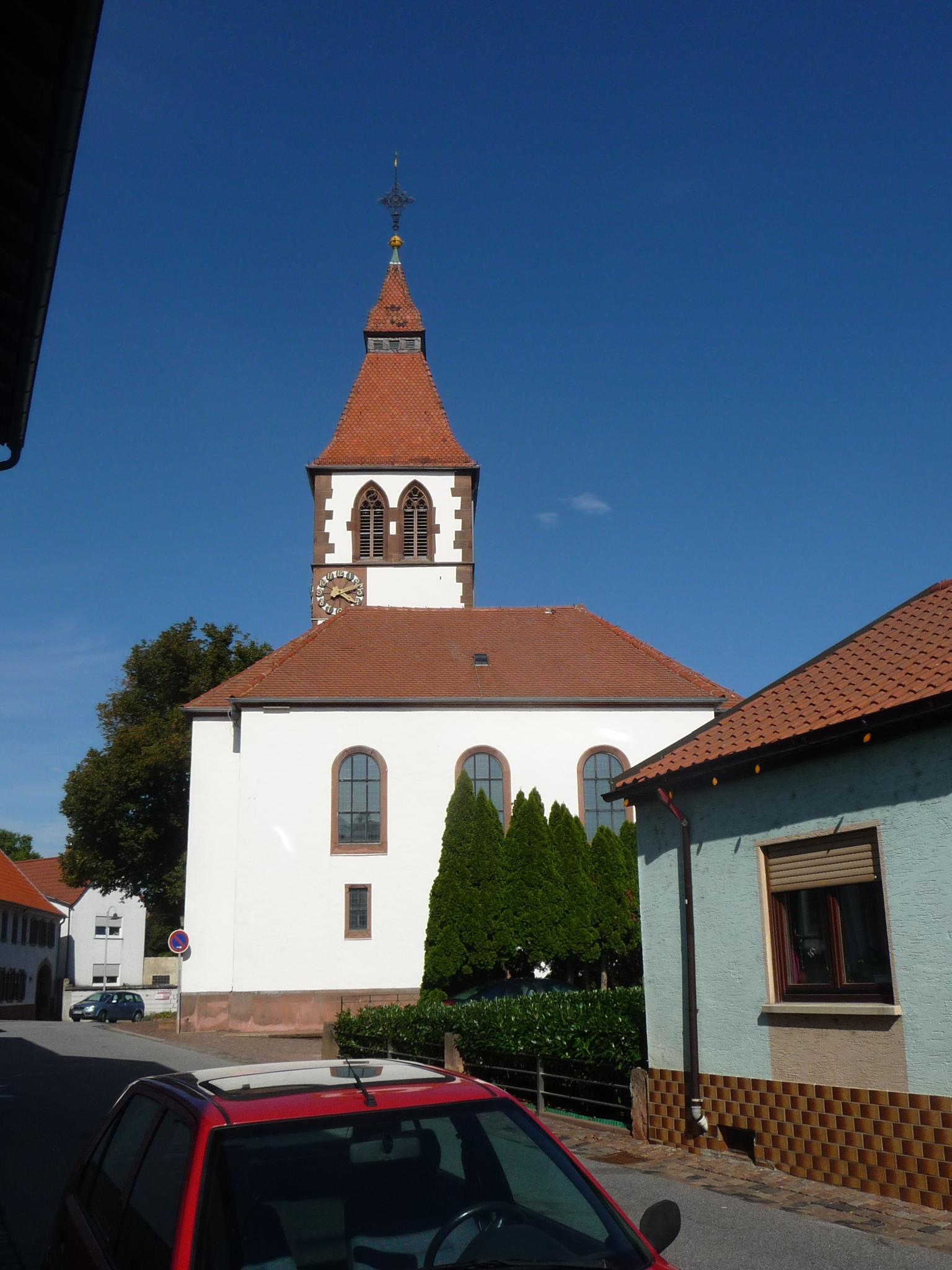
Protestantische Kirche Obrigheim
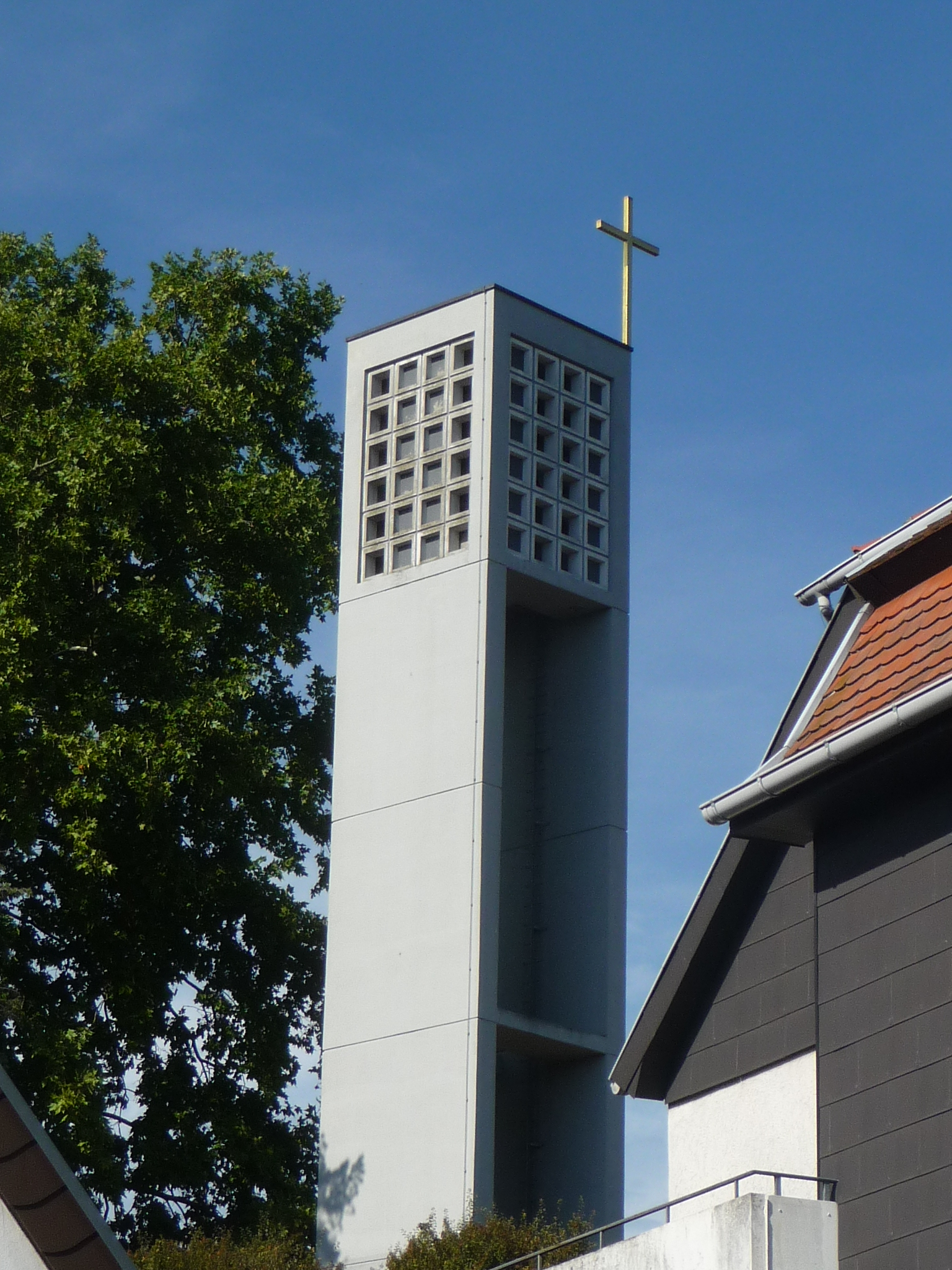
Katholische Kirche
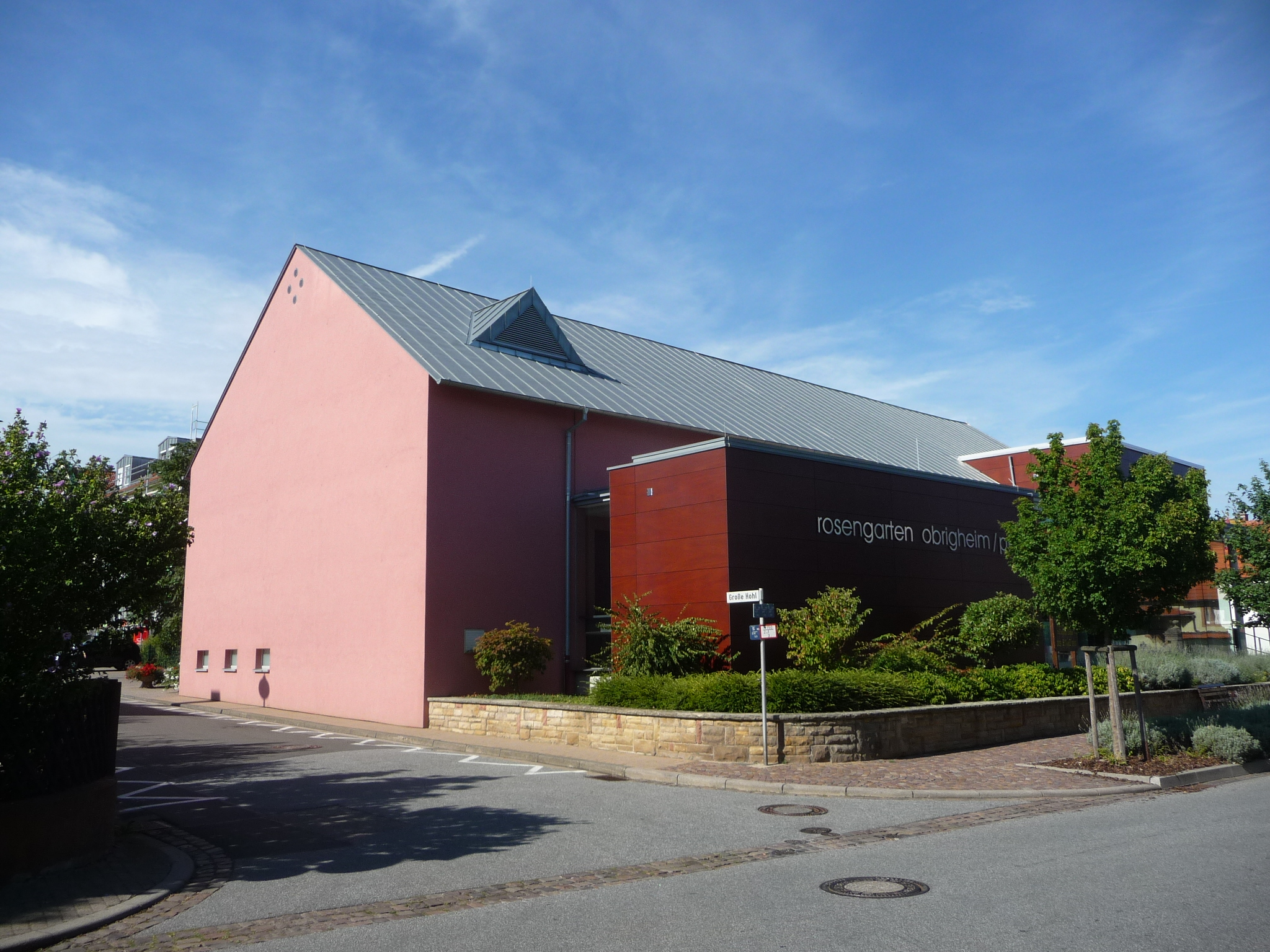
Dorfgemeinschaftshaus Rosengarten

## Wirtschaft und Infrastruktur

### Wirtschaft

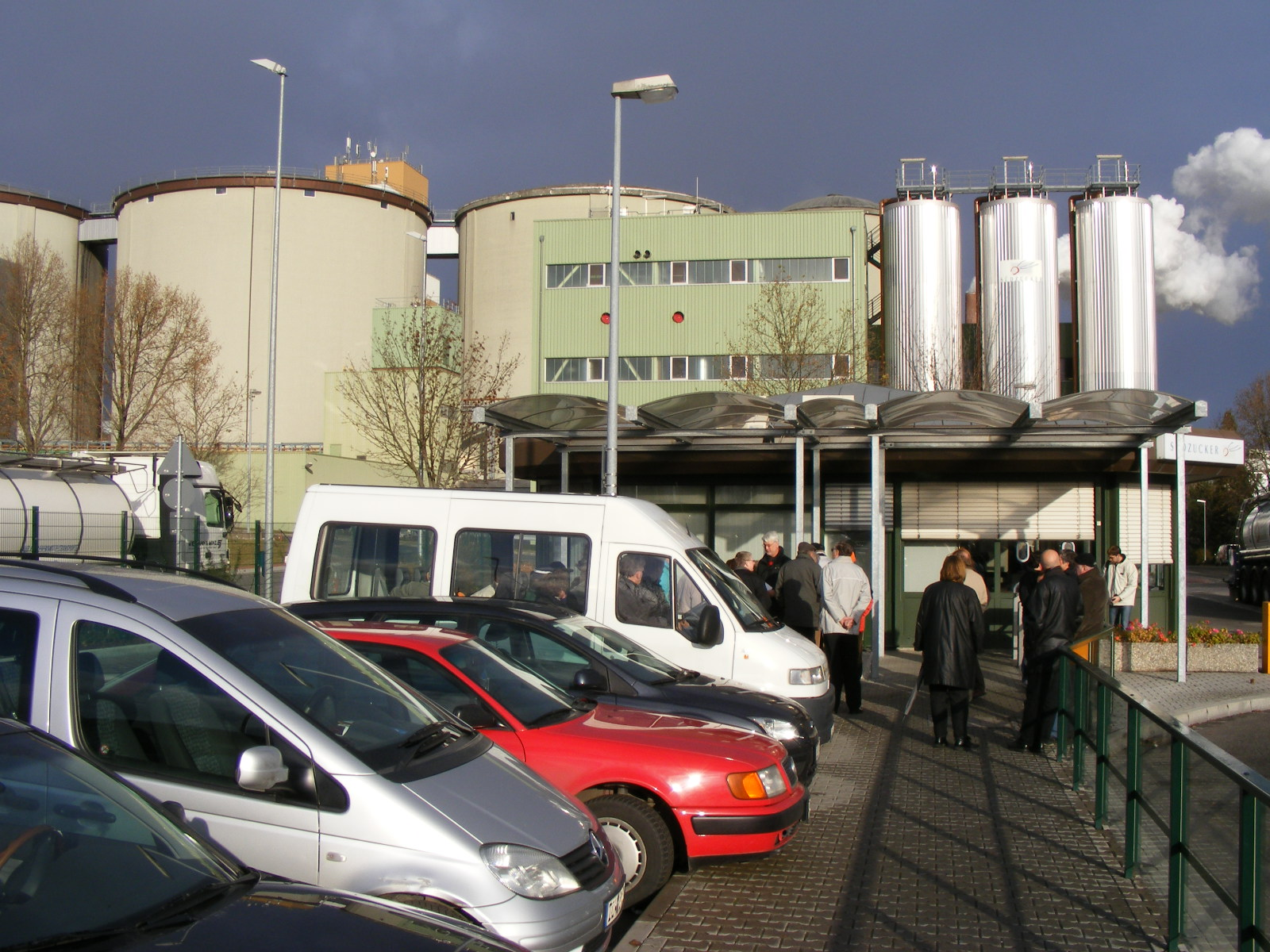
Zuckerfabrik Offstein in Neuoffstein

Größter Arbeitgeber am Ort seit 1873 mit mehr als 500 Beschäftigten ist die Zuckerfabrik in Neuoffstein, die heute eine Fabrikationsniederlassung der Südzucker AG ist. Neben den dort verarbeiteten Zuckerrüben wird in der Landwirtschaft Wein angebaut. Die landwirtschaftlich genutzte Fläche von nahezu 1000 Hektar teilt sich in 75 % Zuckerrübenfelder und 25 % Weinberge auf.

### Verkehr
Die Gemeindeteile werden von Südwest nach Nordost über die Landesstraße 395 verbunden, die von Grünstadt nach Worms führt. Bei Grünstadt-Asselheim wird die B 271 erreicht und über diese (5 km südlich an der Anschlussstelle Grünstadt) die A 6. Etwa 4 km nördlich des Gemeindegebiets läuft die B 47 (Kaiserslautern–Worms) vorbei, die nordöstlich einen Anschluss an die A 61 (Koblenz–Speyer) besitzt.
Die Pfälzische Nordbahn Monsheim–Grünstadt verläuft im äußersten Westen der Gemeinde am Rand des Ortsteils Albsheim, der Haltepunkt Albsheim (Eis) wird im Rheinland-Pfalz-Takt von Regionalbahnen bedient. Die Bahnstrecke Worms–Grünstadt die das Gemeindegebiet früher entlang des Eisbachs durchquerte und vor allem der Anbindung der Zuckerfabrik diente, ist hingegen im östlichen Abschnitt (Zuckerfabrik–Worms) stillgelegt. Der öffentliche Nahverkehr ist in den Verkehrsverbund Rhein-Neckar (VRN) integriert, es gelten dessen Gemeinschaftstarife.

## Persönlichkeiten

### Ehrenbürger
- Alfred Nitzsche (1919/20–2014), von 1952 bis 1969 Mitglied des Gemeinderates und nachfolgend von 1969 bis 1989 Bürgermeister, wurde 1994 in Anerkennung seiner Verdienste um Obrigheim zum Ehrenbürger ernannt.[17]

### Söhne und Töchter der Gemeinde
- Georg Wilhelm von Leiningen-Dagsburg (1636–1672), Graf von Leiningen
- Maria Luise Albertine zu Leiningen-Dagsburg-Falkenburg (1729–1818), Großmutter der preußischen Königin Luise, wurde im Heidesheimer Schloss geboren, das im damals eigenständigen Ortsteil Heidesheim liegt.
- Moses Alexander (1853–1932) war nach seiner Auswanderung US-amerikanischer Politiker (Demokratische Partei).
- Wilhelm Gruber (1903–1969)
- Peter Martin (1888–1970), war Politiker der NSDAP.
- Erich Fuchs (1925–2014), Sprinter, Leichtathletiktrainer und Sportpädagoge
- Melitta Engel (1952–2012) war 1971/72 die 33. Pfälzische Weinkönigin.

### Weitere Persönlichkeiten
Nicht in Obrigheim geborene, aber mit der Gemeinde verbundene Persönlichkeiten:
- Marcus Held (* 1977), Bundestagsabgeordneter, ist im Ortsteil Mühlheim aufgewachsen.
- Ellen Müsel (* 1990), 2009/10 als Ellen I. 60. Weingräfin des Leiningerlandes, ist in Obrigheim aufgewachsen und wohnt dort.
- Torben Müsel (* 1999), Fußballspieler,  ist in Obrigheim aufgewachsen.
- Anna-Lena Müsel (* 1995), 2016/17 als Anna-Lena I. 67. Weingräfin des Leiningerlandes und 2018/19 Pfälzische Weinprinzessin, ist in Obrigheim aufgewachsen.